# Konrad Boehmer
Konrad Boehmer (24 mei 1941 — 4 oktober 2014) was een Duits-Nederlandse componist, docent en schrijver.

## Leven
Boehmer is geboren in Berlijn. Hij beschouwde zichzelf als lid van de school van Darmstadt, studeerde compositie in Keulen bij Karlheinz Stockhausen en Gottfried Michael Koenig. Daarnaast studeerde hij filosofie, sociologie en musicologie aan de Universiteit van Keulen, waar hij in 1966 promoveerde. Na zijn promotie verhuisde hij naar Amsterdam, en werkte tot 1968 aan het Instituut voor Sonologie van Universiteit Utrecht. Van 1968 tot 1973 schreef hij als muziekcriticus voor Vrij Nederland. Zie zijn artikel op 26-12-1970, waarin hij kritiek uit op het beleid van B&W over het te bouwen muziekcentrum in Utrecht. In 1972 kreeg hij een aanstelling als docent muziekgeschiedenis en –theorie aan het Koninklijk Conservatorium van Den Haag. In september 1994 werd hij daar ook hoofd van het Instituut voor Sonologie, dat in 1986 van Utrecht naar Den Haag was verhuisd. Hij zou tot aan zijn pensioen in 2006 aan het Conservatorium werkzaam blijven.

## Muziek
Zijn composities gebruiken meestal seriële technieken of montage, soms met jazz- en rockelementen, zoals in zijn opera Doktor Faustus en het elektronische Apocalipsis cum figuris. In andere werken zoals Canciones del camino en Lied uit de verte dienen marxistische liederen als basismateriaal.
In 1979 schreef Boehmer In illo tempore voor pianist Geoffrey Madge, geconcipieerd als een tot klank gemaakte geschiedenis van het pianospelen. Het neemt alle houdingen aan van pianisten ten opzichte van het instrument (evenals de zich snel ontwikkelende techniek en muziek sinds de Middeleeuwen): alle gebaren en 'aanvallen', die hier samensmelten tot één compositie.
In 1979/1980 schreef hij Je vis - Je meurs voor sopraan, dwarsfluit en slagwerk, op verzoek van Dorothy Dorow en gebaseerd op zeven sonnetten van Louise Labé.
In 2001 vroeg het Holland Festival Boehmer om een opdrachtcompositie voor de rockband Sonic Youth te schrijven. De band gaf uitvoeringen van het werk in twee concerten tijdens het festival, in de Stadsschouwburg Amsterdam.

## Overlijden
Op 10 augustus 2014 kreeg Boehmer een herseninfarct tijdens een vakantie in Zuid-Frankrijk. Hij werd naar Amsterdam gebracht, waar hij op 4 oktober 2014 overleed.

## Enkele composities
- Variation voor kamerorkest (1959–61)
- Position voor electronica, vocale klanken en orkest (1960–61)
- Zeitläufte voor acht instrumenten (1962)
- Information (1964–65)
- Aspekt elektronische muziek (1964–66)
- Canciones del camino voor orkest (1973–74)
- Schrei dieser Erde voor slagwerk en tape (1979)
- Doktor Faustus opera (1980–83)
- Apocalipsis cum figuris elektronische muziek (1984)
- Woutertje Pieterse voor negen zangers en orkest (1985–1987)
- Il combattimento voor viool, cello en orkest (1989–90)
- Et in Arcadia ego voor strijkkwartet (1992)
- Kronos protos voor 14 instrumenten (1995)
- Nuba voor fluit, altviool en harp (1998)
- Orpheus Unplugged (1999–2000) piano en tape
- Ouroboros voor piano (2002)
- Doktor Fausti Höllenfahrt voor orkest (2006)